# Instituto Universitário Militar (Portugal)
O Instituto Universitário Militar é um estabelecimento de ensino superior militar que visa formar oficiais e sargentos dos quadros permanentes das Forças Armadas e da Guarda Nacional Republicana.
O Instituto integra:
- As unidades orgânicas autónomas universitárias:
  - Escola Naval;
  - Academia Militar;
  - Academia da Força Aérea;
- A Unidade Politécnica Militar constituída pelos:
  - Departamento Politécnico de Marinha;
  - Departamento Politécnico do Exército;
  - Departamento Politécnico da Força Aérea;
  - Departamento Politécnico da GNR;
- O Departamento de Estudos Pós-Graduados;
- O Centro de Investigação e Desenvolvimento.